# クラクフ会議

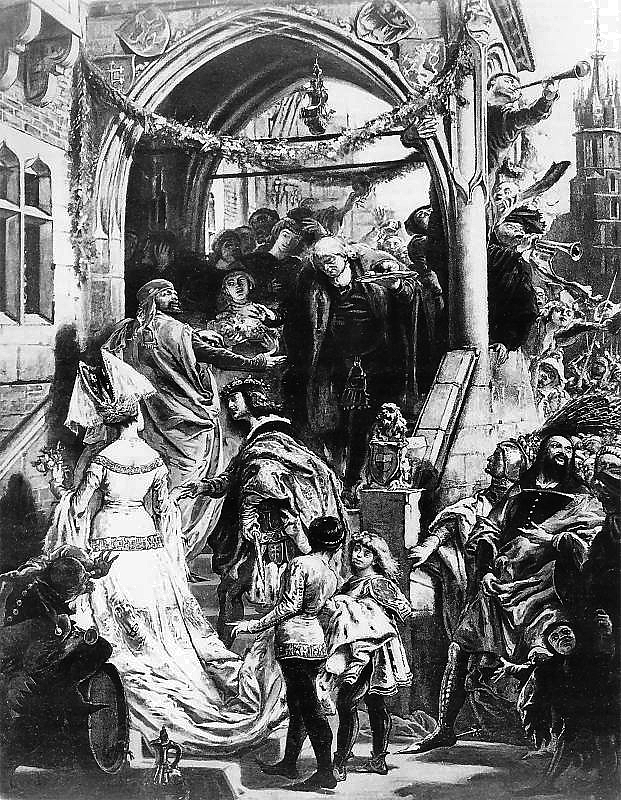
クラクフ会議（ヤン・マテイコ画）

クラクフ会議 (ポーランド語: Zjazd krakowski)は、ポーランド王カジミェシュ3世が1364年9月22日から27日にかけて首都クラクフで開催した国際会議。会議の主題は対オスマン帝国十字軍についてだったと思われるが、実際にはヨーロッパの様々な外交課題、特に中央ヨーロッパにおける平和的な国際関係や勢力均衡の維持、またオスマン帝国の脅威に中欧諸国で一致して対抗する取り組みについて話し合われた。

## 出席者
ポーランド王の招待により、会議には神聖ローマ皇帝カール4世、ハンガリー王ラヨシュ1世、デンマーク王ヴァルデマー4世、キプロス王ピエール1世、マゾフシェ公シェモヴィト3世、シフィドニツァ公ボルコ2世マウィ、オポーレ公ヴワディスワフ2世、オーストリア公ルドルフ4世、ポメラニア＝ヴォルガスト公ボギスラフ5世、ポメラニア＝スウプスク公カジミェシュ4世、バイエルン公オットー5世、ブランデンブルク選帝侯ルートヴィヒ6世が参加した。

## 会議の様子と内容
会議の場は豪勢に彩られており、ポーランド王の権勢と富がヨーロッパ中に知れ渡った。クラクフ商人ミコワイ・ヴィエジネクの邸宅でも、市議会主催の宴会が催された。ヤン・ドゥウゴシュによれば、この21日も続いた大宴会は、前年に実現したカール4世とカジミェシュ3世の孫エリーザベト・フォン・ポンメルンの結婚祝いも兼ねていた。
この会議に関する中世の文献は、それぞれ時期や議題の説明の記述が一致していない。場合によっては、1363年の結婚式にかかわる会議と、1364年のより政治的な会議が別個に行われていた可能性もある。1364年の会議の主な議題の一つに、男子がいないカジミェシュ3世の後のポーランド王位をハンガリーのアンジュー家が継承するという点があり、またラヨシュ1世とスウプスク公カジミェシュ4世らの和平が、カジミェシュ3世やボルコ2世らの仲裁により実現した。

## 史料
クラクフ会議に関する重要な文献としては、ヴィエジネク邸での宴会をうたったギヨーム・ド・マショーの詩がある。